# バナッハ関数環
数学の関数解析学の分野において、あるコンパクトハウスドルフ空間 X 上のバナッハ関数環（バナッハかんすうかん、英: Banach function algebra）とは、X を定義域とするすべての連続な複素数値関数からなる可換なC*-環の単位的部分環 A のことを言う。あるノルムが備えられることで、バナッハ環となる。
バナッハ関数環は、すべての {\displaystyle (f\in A)} に対して f(p) = 0 となるようなある点 p が存在するなら、その点 p において消失する（vanish）と言われる。関数環は、異なる各点のペア {\displaystyle (p,q\in X)} に対して {\displaystyle f(p)\neq f(q)} となるような関数 {\displaystyle (f\in A)} を含むとき、各点を分離する（separate）と言われる。
各 {\displaystyle x\in X} に対して、{\displaystyle \varepsilon _{x}(f)=f(x)\ (f\in A)} を定める。このとき {\displaystyle \varepsilon _{x}} は {\displaystyle A} 上の非ゼロな準同型である。
定理 バナッハ関数環は半単純（すなわちそのジャコブソン根基が 0 に等しい）で、それぞれの可換な単位的半単純バナッハ環は（ゲルファンド変換を通じて）その特性空間上のあるバナッハ関数環への同型である。ここで特性空間とは、A から複素数への環準同型で相対弱*位相が与えられるものからなる空間である。
{\displaystyle A} 上のノルムが {\displaystyle X} 上の一様ノルム（あるいは上限ノルム）であるなら、{\displaystyle A} は一様環と呼ばれる。一様環はバナッハ関数環の特別な場合として重要なものである。